# 3-6-3の法則
3-6-3の法則（3-6-3 Rule）とは、1950年代から1970年代の米国における銀行業を表した言葉。
「3%の利息で預金を集め、6%の金利で融資し、午後3時にはゴルフコースにいることができる」という意味である。
1980年代に金融の自由化が進むまでは、米国においても銀行業は業法により厳しく制限・保護されていたため競争も激しくなく、このような状態であった。